# Ghetto de Brzeziny
Le ghetto de Brzeziny est un ghetto juif créé en avril 1940 par les nazis à Brzeziny, une ville polonaise occupée par le Troisième Reich et rattachée au Reichsgau Wartheland. Il abrite jusqu'à 6 000 Juifs, astreints aux travaux forcés, notamment pour la fabrication des uniformes de la Wehrmacht.
Le ghetto est liquidé en mai 1942 : près de 2 000 Juifs sont déportés vers le centre d'extermination de Chełmno tandis que la majorité de la population est envoyée partager le calvaire des Juifs du ghetto de Łódź.
300 Juifs de Brzeziny, tout au plus, survivent à la Shoah.

## Histoire

### Contexte
Avant-guerre, Brzeziny est une ville de la voïvodie de Łódź située à 19 kilomètres au nord-est de Łódź. Elle compte environ 13 000 habitants dont une majorité de Juifs — environ 6 850 — qui constituent une communauté à la vie culturelle et politique active, spécialisée dans l'artisanat textile,,.
L'armée allemande entre en ville le 8 septembre 1939, dans les premiers jours de la campagne de Pologne. Avec la complicité d'habitants allemands, elle instaure dans le mois qui suit des mesures antisémites, au nombre desquelles la spoliation des biens juifs, des violences physiques et la mise en place du travail forcé, notamment pour la construction et le pavage de routes,. L'occupant exige ainsi des notables juifs à la tête de la kehilla d'avant-guerre qu'ils remplissent des quotas de travailleurs forcés. Brzeziny est alors renommée Löwenstadt et fait partie intégrante du Reichsgau Wartheland, qui regroupe des territoires polonais annexés au Troisième Reich.
En novembre 1939, les persécutions antisémites s'intensifient. Le 9 novembre, la synagogue est incendiée par les Allemands, qui torturent également le rabbin, Zalman Borensztajn, et font porter la responsabilité de l'incendie à la communauté juive, à laquelle ils infligent une amende collective de 10 000 złotys ; ils emprisonnent également le rabbin et d'autres Juifs. Courant novembre, de nombreux Juifs sont expulsés des appartements les plus recherchés, et la rumeur enfle selon laquelle tous vont être déportés de la ville pour la rendre judenrein,. 
Un comité de représentants de la communauté juive, constitué peu auparavant pour améliorer le sort de celle-ci, intercède alors en sa faveur auprès du maire de Brzeziny et du président du district de Litzmannstadt pour surseoir à toute expulsion. Cette dernière est en effet repoussée par le président du district à avril 1940, en contrepartie de pots-de-vin et du travail forcé de tailleurs juifs dans les ateliers allemands de Guenther Schwartz, qui fournissent la Wehrmacht,.

### Établissement d'un ghetto
L'occupant établit un ghetto juif le 28 avril 1940, dans lequel tous les Juifs de Brzeziny sont obligés de déménager le jour-même ou bien du 5 au 20 mai, selon les sources, tandis que les Polonais non juifs et les Allemands doivent l'évacuer. Le ghetto compte alors environ 6 000 Juifs, dont environ un quart sont des réfugiés d'autres localités. Tous ont interdiction de sortir de son périmètre, qui est ultérieurement ceint d'une clôture,,,.
Le comité juif existant est alors remplacé par un Judenrat, que rejoignent quelques membres du comité et auquel la gestion du ghetto est confiée. Fiszel Ikka, président de la kehilla antérieure à la guerre, est nommé à sa tête par la Gestapo ; plusieurs témoignages d'époque et après-guerre le décrivent comme malaimé et autoritaire, voire comme au service de la Gestapo, tandis que d'autres indiquent qu'il était contraint par les ordres allemands. Le Judenrat possède sa propre administration et dirige une police juive constituée d'environ 25 personnes,,.
Après que les autorités allemandes ont cessé d'autoriser le transfert de malades vers l'hôpital juif de Łódź, le Judenrat demande au seul médecin de la ville de constituer un hôpital de fortune doté de 25 lits, établi 16, rue Piłsudskiego à partir des dons matériels des habitants du ghetto,,. Le Judenrat organise également une soupe populaire,.
La vie dans le ghetto est en effet marquée par de mauvaises conditions sanitaires, qui favorisent la propagation des maladies (et notamment le déclenchement d'une épidémie de typhus en septembre 1941). Elles sont dues à la surpopulation et à la promiscuité qu'elle engendre, au manque de combustible pour se chauffer l'hiver et aux privations : la ration alimentaire individuelle hebdomadaire, constituée essentiellement de pain, farine, sucre, margarine et miel, est d'environ un kilo. Toutefois, la clôture du ghetto n'étant pas hermétique, les Juifs organisent la contrebande avec les quartiers « aryens » de Brzeziny, en dépit des risques encourus : confiscation de la marchandise par la police juive et rançon pour échapper à la prison dans le meilleur des cas, coups de fouet par la Gestapo et emprisonnement de 48 heures sinon. Ils bénéficient également de l'aide, souvent gracieuse, de Polonais voisins du ghetto — un boulanger missionne ainsi fréquemment des enfants pour faire parvenir une fournée de son pain dans le ghetto,.
L'existence des Juifs du ghetto est rythmée par le travail forcé, jusqu'à douze heures par jour, essentiellement pour les manufactures allemandes Guenther Schwartz et Forschter und Bunger, qui emploient environ 90 % de la population juive — contre une maigre paie et une ration alimentaire supplémentaire — et dont la production alimente l'économie de guerre allemande (environ 100 000 uniformes par mois sont fabriqués en 1940). Des enfants de 9 à 10 ans travaillent également dans un atelier de fabrication de filets établi par le Judenrat, qui cherche à rendre la population juive productive pour lui éviter la déportation,,.
En parallèle, les Allemands requièrent régulièrement des Juifs pour des labeurs particulièrement éreintants en-dehors du ghetto. En juin 1941, 150 jeunes sont ainsi envoyés près de Stryków creuser de la tourbe et reviennent très affaiblis deux mois après,.
Pendant Pourim, en mars 1942, le Judenrat est contraint par les autorités allemandes à sélectionner dix Juifs (huit hommes et deux femmes, des contrebandiers et marginaux) qui sont pendus pour l'exemple, officiellement pour contrebande. L'entière population du ghetto est forcée à assister à l'exécution,, opérée par la police juive,.

### Liquidation

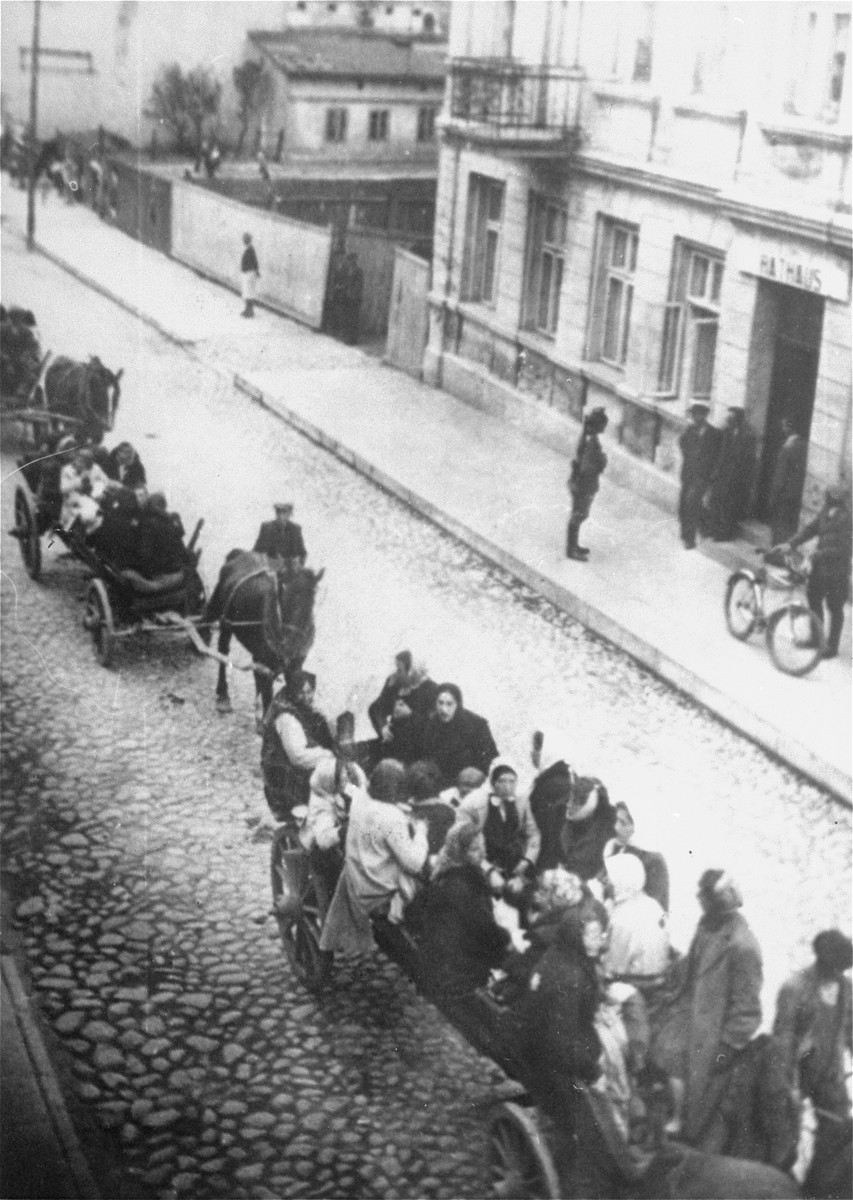
Les Juifs quittent le ghetto pour la gare de Gałkówek, d'où ils seront déportés au ghetto de Łódź, 18-19 mai 1942.

En 1942, les Allemands cessent progressivement de faire travailler les Juifs dans leurs ateliers. Le manque de nourriture, exacerbé par la diminution de la contrebande, aggrave la situation des résidents du ghetto,.
En avril, les autorités allemandes affirment vouloir évacuer les malades du typhus de l'hôpital : elles les assassinent probablement, soit dans un gaswagen, selon le témoignage du docteur Warhaft, soit dans la forêt alentour,. Dans la foulée, tous les Juifs du ghetto sont examinés de force par des médecins allemands, qui opèrent une sélection entre ceux aptes au travail, dont le torse est tamponné de la lettre A, et les autres, lettre B,.
Le 14 mai 1942, après qu'un recensement de la population a été ordonné au Judenrat, Hans Biebow, chef de l'administration allemande du ghetto de Łódź, accompagné de troupes de la Gestapo, ordonne aux Juifs du groupe B ainsi qu'à ceux âgés de moins de 10 ans, accompagnés de leur mère, de se rassembler sur la place du marché. Les nazis enlèvent de force leurs enfants aux mères tandis que les coups pleuvent : les enfants sont déportés en train, avec les membres du groupe B, soit un total d'environ 1 700 Juifs, au centre d'extermination de Chełmno où ils sont assassinés. L'Aktion se poursuit les 18 et 19 mai, lorsque les Allemands opèrent une nouvelle inspection, visuelle. Au terme de celle-ci, l'essentiel de la population, soit environ 4 000 personnes, est déporté (avec un bagage de 10 kilos maximum, convoyé séparément) vers le ghetto de Łódź, par trois convois ferroviaires qui y arrivent du 18 au 20 mai. Les 300 Juifs restants demeurent à Brzeziny pour nettoyer le ghetto et sont exécutés le 22 août suivant,,.
Parmi les Juifs de Brzeziny déportés dans le ghetto de Łódź, environ 1 200 sont par la suite déportés vers Dabrowa pour des travaux forcés. Le reste partage le sort des Juifs enfermés dans le ghetto, à savoir la mort de maladie ou de faim et, pour ceux qui y survivent, la déportation et l'extermination à Auschwitz. 300 Juifs de Brzeziny, tout au plus, survivent à la Shoah.

## Mémoire
En mai 1990, une plaque en souvenir des Juifs de Brzeziny est accrochée rue Berka Joselewicza, à l'emplacement du ghetto.